# اکارت شولتز
اکارت شولتز (انگلیسی: Eckhardt Schultz؛ زادهٔ ۱۲ دسامبر ۱۹۶۴) قایقران روئینگ اهل آلمان بود.
وی در مسابقات کشوری و بین‌المللی در مجموع برندهٔ ۱ مدال طلا شده‌است.